# 中華民國94年度第1次全國羽球排名賽
中華民國94年度第1次全國羽球排名賽是中華羽協於2005年舉辦的第一次中華民國全國羽球排名賽。本次賽事於2005年3月23日至3月27日在台中市永安羽球館舉行，由摩亞體育冠名贊助，總獎金為15萬新台幣。本次賽事依據中華羽協公佈之最新規則辦理。本次賽事結果為中華羽協2005年蘇迪曼盃及亞洲羽毛球錦標賽代表隊培訓依據。
本次比賽最終由張政雄贏得男子單打項目冠軍，女子單打項目則由黃嘉欣成功衛冕。男雙、女雙、混雙冠軍分別為黃世忠／簡佑旬、程文欣／簡毓瑾、王家閔／王沛蓉。

## 決賽成績
| 項目     | 決賽                           | 決賽         | 決賽                   |
| 項目     | 冠軍                           | 比分         | 亞軍                   |
| -------- | ------------------------------ | ------------ | ---------------------- |
| 男子單打 | 張政雄（合庫）                 | 15-12、15-12 | 金聖明（合庫、國體）   |
| 女子單打 | 黃嘉欣（合庫、國體）           | 11-3、11-4   | 簡毓瑾（合庫）         |
| 男子雙打 | 黃世忠／簡佑旬                 | 17-14、15-8  | 李維仁／曾敬中（合庫） |
| 女子雙打 | 程文欣／簡毓瑾（合庫）         | 17-15、15-8  | 張韻茹／鄭筱澐         |
| 混合雙打 | 王家閔／王沛蓉（合庫國體師大） | 15-9、15-10  | 馮宏雲／龔雅慈         |